# Stefano Uroš IV Dušan
Stefano Uroš IV Dušan Nemanjić (in serbo Стефан Урош IV Душан Немањић?) (26 luglio 1308 – Prizren, 20 dicembre 1355) è stato uno Zar dei Serbi.
Figlio di Stefano Dečanski e di Teodora di Bulgaria, nel 1314 seguì suo padre in esilio a Costantinopoli dopo che il nonno, re Milutin lo scacciò dalla Serbia per paura che volesse compiere un colpo di Stato. Visse insieme alla sua famiglia nel monastero del Pantocrator avendo rapporti con la Corte bizantina. Rientrato in patria, nel 1321 dopo la morte di Milutin, assistette all'ascesa di suo padre al trono, alle lotte tra quest'ultimo e il fratellastro Costantino che ambiva alla corona serba, e alla guerra col cugino di Dečanski, Vladislav con cui non era ancora terminato l'antico contenzioso dinastico che risaliva alla rivalità tra i due re precedenti, Milutin e Dragutin.
Quando a Costantinopoli scoppiò la guerra per il trono tra l'imperatore legittimo Andronico II e suo nipote Andronico III e Dečanski decise di aiutare il primo con le sue truppe, Andronico III, che risultò vittorioso, divenne nemico giurato della Serbia. Alleandosi con la Bulgaria di Michele Asen III Šišman, il nuovo Imperatore dichiarò guerra a Dečanski nel 1330. Il Re allestì un esercito poderoso che sbaragliò il nemico, grazie anche alla maestria di una truppa scelta di cavalleria guidata proprio da Dušan.

## L'ascesa al trono
La vittoria riportata sul campo di Velebusdo contro Bisanzio e la Bulgaria fece di Dušan un eroe nazionale, osannato in maniera particolare dalla nobiltà. Inoltre, sia lui che i notabili temevano che il sovrano avrebbe scelto come erede al trono non Dušan, ma il figlio avuto con la seconda moglie Maria Paleologa, Siniša. Per evitare questa possibilità, l'assemblea dei nobili decise la deposizione di Dečanski e acclamò Dušan nuovo re. Dušan mosse nel 1331 col suo esercito alla volta della città di Zvečan e fece prigioniero il padre che, dopo alcuni giorni morì strangolato, forse, proprio su suo ordine. L'incoronazione del ventiduenne sovrano avvenne il 21 settembre 1331. Immediatamente sorsero sommosse nelle terre di confine: nel 1332 il Principe di Zeta si ribellò al nuovo sovrano, ma la rivolta fu presto sedata.

## La politica estera

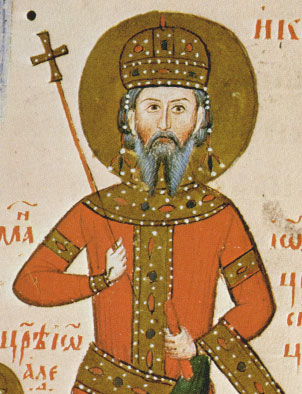
Ivan Aleksandăr di Bulgaria.

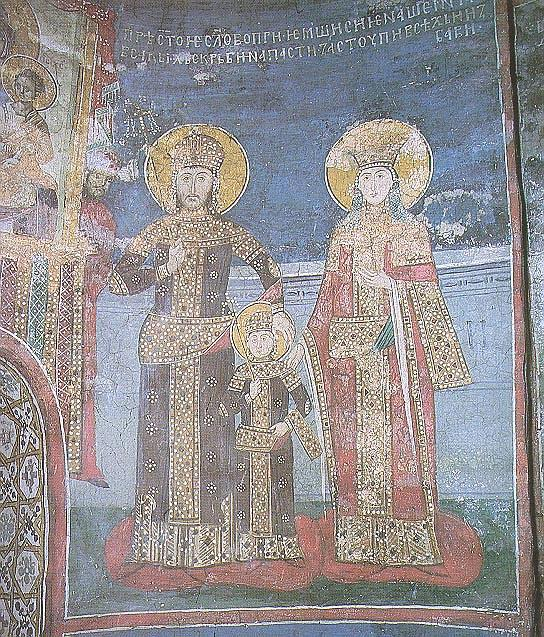
Dušan con la sua famiglia.

Nel 1331 sul trono bulgaro era salito lo zar Ivan Aleksandăr (Иван Александър). Le antiche rivalità tra la Serbia e la Bulgaria furono dimenticate, e Stefano prese in moglie la sorella dello Zar, Elena, nella primavera del 1332. Ebbero almeno due figli, Stefano, che successe al padre sul trono, e Teodora, che, ancora dodicenne, venne data in sposa al settantenne sultano ottomano Orhan per tentare un'alleanza politica fra i due regni. Alcuni ipotizzano l'esistenza di una terza figlia, Irina o Irene, che sarebbe la stessa Irina che sposò prima Gregorio Preljub e poi Radoslav Hlapen. Il matrimonio con Elena fu fondamentale per garantirsi una base d'appoggio nel tentativo di risolvere i numerosi problemi alle frontiere del regno.
Le città di Stagno e Sabbioncello che la Serbia aveva precedentemente sottratto al controllo della città libera di Ragusa furono occupate nello stesso 1332 dal bano bosniaco Stefano II Kotromanić. Stefano le liberò e nel 1333 le consegnò nuovamente a Ragusa, con il diritto di poterle fortificare, dietro pagamento di una somma di 8.000 monete d'oro e di una rendita annuale di 500 monete, oltre all'impegno di proteggere e finanziare la Chiesa ortodossa. Nel 1332 Dušan conquistò vasti territori dell'Impero bizantino tra cui le città macedoni di Strumica e Ocrida, con l'intento di annettersi Salonicco. Quando, però, il vecchio governatore di Salonicco Sirgianni Paleologo che aveva ispirato a Stefano l'invasione della Macedonia, fu assassinato da un emissario dell'imperatore Andronico III, decise di rinunciare all'attacco, accontentandosi delle conquiste fatte.
Nel 1334, l'Ungheria attaccò la frontiera Nord della Serbia. L'esercito respinse l'avanzata nemica e Dušan fissò la frontiera Nord lungo il fiume Sava.

### Rapporti con Bisanzio

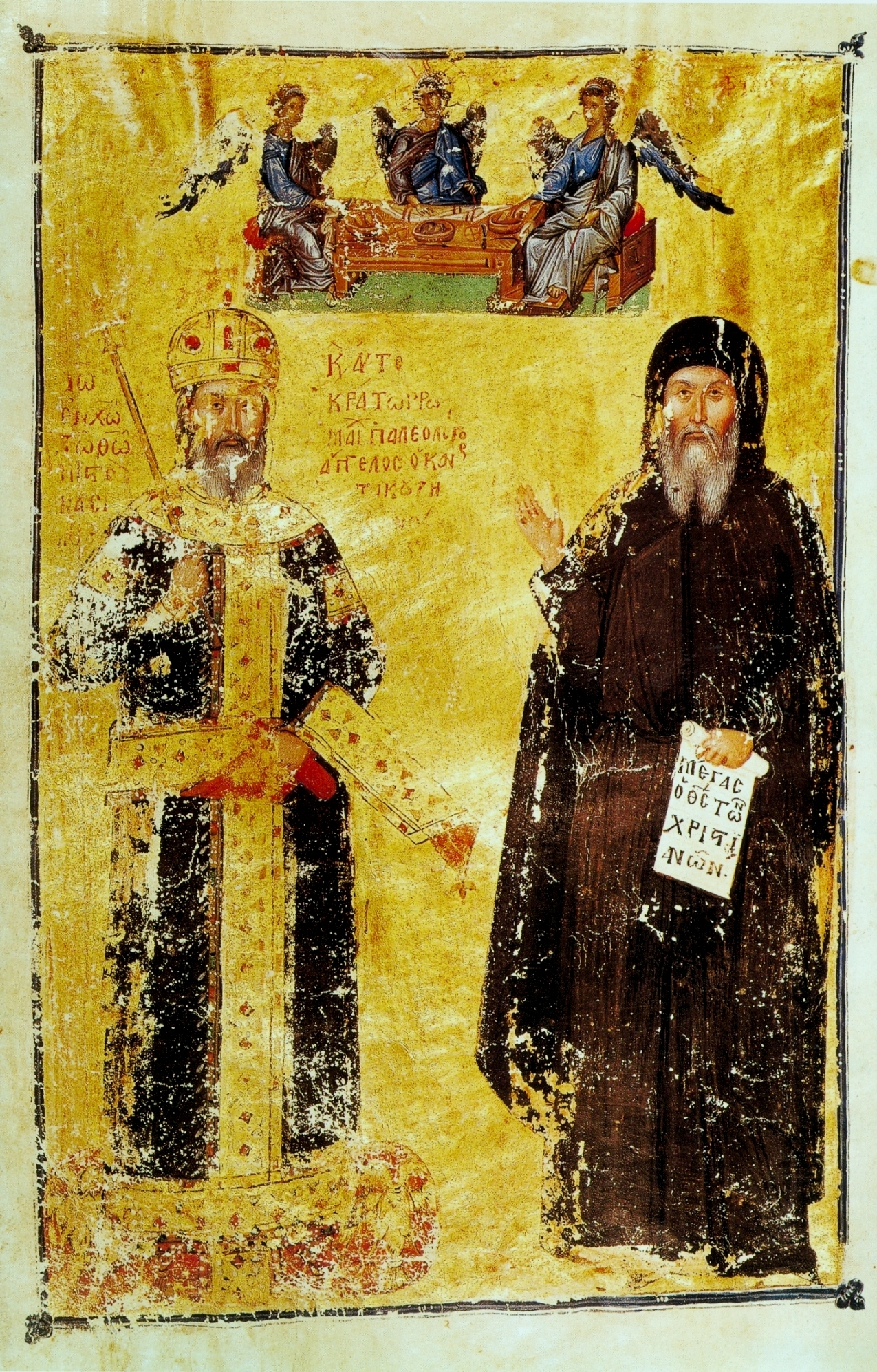
L'imperatore bizantino Giovanni VI Cantacuzeno.

A Costantinopoli nel 1341 morì Andronico III; sorse, allora una disputa dinastica. Erede al trono bizantino fu designato Giovanni V Paleologo, figlio di Andronico III e di Anna di Savoia, che allora aveva solo nove anni. Giovanni VI Cantacuzeno, principale consigliere dell'imperatore Andronico da cui era stato nominato cesare aveva praticamente in mano le sorti dell'impero, da quando era iniziato il regno di Andronico III (1328), ed ora era lui che doveva divenire il reggente al trono. Il Cantacuzeno era giunto in Serbia, anni prima, dopo la sua disfatta contro i turchi ottomani nel 1329, e già da allora ebbe i primi contatti con Dušan. Morto, quindi, Andronico III, Elena, moglie di Dušan, che aveva da poco dato un erede, Stefano, alla Serbia, consigliò ai due di stringere un'alleanza, in base alla quale ogni conquista nel territorio bizantino di uno dei due, non sarebbe stata ostacolata dall'altro. Fu così che Giovanni VI Cantacuzeno iniziò, dal 1343 a prendere il potere in quelle zone dell'impero che lo avevano scelto come loro sovrano, mentre Dušan, da parte sua, intraprese la conquista dell'Albania e di gran parte della Grecia. Ma ben presto l'alleanza tra i due sovrani si ruppe, infatti Giovanni VI Cantacuzeno, si accorse che le conquiste serbe erano una minaccia, per l'impero bizantino e chiese l'aiuto dei turchi ottomani per riavere indietro le terre sottratte dalla Serbia all'impero bizantino. L'esercito di Dušan e quello di Orhan I si scontrarono nella battaglia di Stefanijane del maggio 1344 che risultò sfavorevole alla Serbia.

## L'Impero

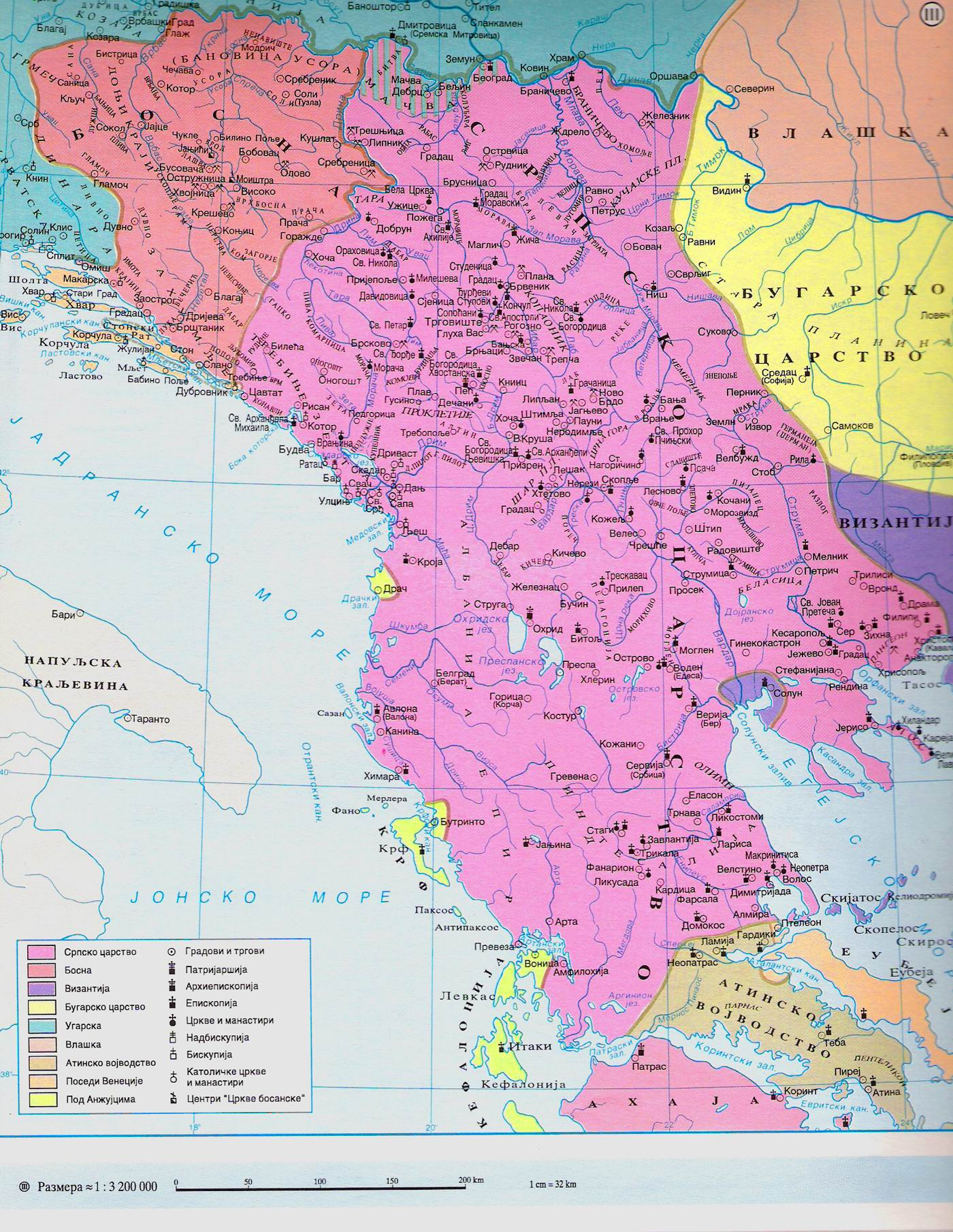
Estensione dell'Impero serbo dello tsar Stefano Dušan (1331-1355).

Nel 1345, l'esercito serbo occupò tutta la penisola calcidica, compresa la zona di Monte Athos, e Dušan, entrato nella città di Serres, la notte di Natale si proclamò Zar e autocrate dei Serbi e dei Romani (Bασιλεὺς καὶ αὐτoκράτωρ Σερβίας καὶ Pωμανίας), con l'intento di creare un nuovo impero che difendesse la cristianità ortodossa e che fosse un baluardo contro gli Ottomani. Data l'impossibilità che il Patriarca di Costantinopoli o il Papa lo incoronassero, elevò l'arcivescovo di Peć Joankije II al rango di patriarca della Chiesa ortodossa serba, e il 16 aprile 1346, Joankije lo incoronò imperatore dei serbi a Skopje.
Nel 1347, Giovanni Cantacuzeno divenne ufficialmente Imperatore insieme a Giovanni V Paleologo e considerò la fondazione dell'Impero e del Patriarcato una minaccia al suo potere, perciò chiese al Patriarca di Costantinopoli di scomunicare i Serbi, atto che avvenne nel 1350.
Nel frattempo, Stefano aveva conquistato nel 1348 l'Epiro e la Tessaglia: a quel punto l'Impero serbo si estendeva dal Danubio a Corinto e dal Mare Egeo all'Adriatico. Mancava solo la città di Salonicco in mano a Giovanni VI Cantacuzeno, per poter poi marciare verso la tanto ambita capitale bizantina. Per conquistarla, Dušan chiese aiuto alla Repubblica di Venezia alla quale domandò il supporto per la conquista della stessa Costantinopoli. Quando Venezia non concesse ausilio, re Stefano iniziò trattative con la repubblica di Genova.
Nel 1349 i cittadini di Ragusa che erano cattolici, si rifiutarono di finanziare la Chiesa ortodossa serba.

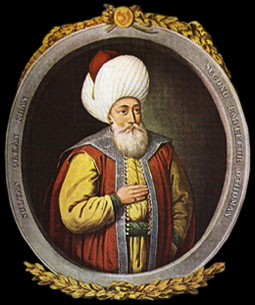
Il Sultano Orhan I.

Nel 1350 il ban bosniaco Stefano II Kotromanić occupò la città di Cettigne, la zona del fiume Narenta e una parte della regione di Zahumlje. Dušan portò l'esercito per riconquistarle, e Giovanni Cantacuzeno approfittò della lontananza di Stefano per rioccupare alcuni territori intorno a Salonicco da cui aveva fatto partire la flotta. Ben presto l'armata bosniaca fu sconfitta e Dušan tornò per riprendersi ciò che Giovanni VI gli aveva appena conquistato. Decise, quindi, di coalizzarsi con Giovanni V Paleologo nella lotta per il trono di Costantinopoli che nel frattempo si era riaccesa, contando anche sull'appoggio dell'imperatore bulgaro Ivan Aleksandăr. Scaturì allora una guerra con Stefano Dušan, Ivan Aleksandăr e Giovanni V contro Giovanni VI e il sultano Orhan I. I due eserciti si fronteggiarono nel 1352, ma nessuno prevalse. L'alleanza, però, tra il Cantacuzeno e Orhan I fu un colpo durissimo per la politica europea del tempo. L'esercito ottomano, infatti, che ormai si era mosso verso le coste europee, due anni più tardi, invase la città di Gallipoli che prese come roccaforte per futuri attacchi.

## Politica interna

Il monastero di Hilandar.

Nell'amministrazione interna, del regno prima e dell'impero poi, Stefano decise di non lasciare grande autonomia ai notabili locali, preferendo non creare in Serbia un sistema feudale, ma accentrando a sé tutti i poteri.
Fece redigere il Dušanov Zakonik (Душанов Законик, Codice di Dušan, 1349) un importante documento giuridico unico fra gli stati europei contemporanei, che comprendeva più di duecento articoli, con la codificazione delle leggi tradizionali non scritte, del diritto ecclesiastico, di elementi di diritto pubblico che lo prefigurano come un'antica legge costituzionale. Stefano s'impegnò anche nella politica commerciale: aprì nuove rotte riutilizzando e ampliando anche le antiche vie romane che attraversavano i Balcani, facendo trasportare metalli, bestiame, legno, lana, pelli e altri beni.
In campo religioso, sia Stefano che la moglie Elena s'impegnarono nella costruzione di chiese e monasteri e nell'elargizione di denaro alle istituzioni religiose. In particolare, anche grazie al supporto avuto dai monaci dell'Athos, fu molto munifico con il Monastero di Hilandar che grazie a lui divenne il più potente monastero di Grecia e di Serbia.

## Morte e disgregazione dell'Impero
Il 25 dicembre 1355, Stefano Dušan morì, all'età di 47 anni, forse avvelenato o a causa di un attacco epilettico. Il suo corpo fu sepolto nel monastero dei Santi Arcangeli a Prizren in Kosovo, da cui nel 1927 fu traslato nella chiesa di San Marco a Belgrado.
Gli succedette il figlio Stefano Uroš V, detto il Debole, un termine che, del resto, può ben indicare la condizione dell'intero Impero che lentamente scivolò verso la disgregazione e l'anarchia. Altro fattore di pericolo fu l'Impero ottomano che lentamente sottrasse territori a Bisanzio ed iniziò ad espandersi verso l'Europa sud-orientale.
Quando furono battuti dai Turchi, nel settembre del 1371 sul Marica, presso Adrianopoli, i Serbi persero la Macedonia; in conseguenza di questa sconfitta si dissolse l'unità dell'Impero creata da Dušan, al cui posto sorsero diversi principati indipendenti.

## Ascendenza
|                           |   |                                  | Genitori                  |  |  | Nonni |  |  | Bisnonni       |  |  | Trisnonni           |  |
|                           |   |                                  |                           |  |  |       |  |  | Stefano Uroš I |  |  | Stefano Prvovenčani |  |
|                           |   |                                  |                           |  |  |       |  |  | Stefano Uroš I |  |  | Stefano Prvovenčani |  |
|                           |   | Anna Dandola                     |                           |  |  |       |  |  | Stefano Uroš I |  |  |                     |  |
| Stefano Uroš II Milutin   |   |                                  |                           |  |  |       |  |  | Stefano Uroš I |  |  |                     |  |
|                           |   | Elena d'Angiò                    | …                         |  |  |       |  |  |                |  |  |                     |  |
|                           |   | Elena d'Angiò                    | …                         |  |  |       |  |  |                |  |  |                     |  |
|                           |   | Elena d'Angiò                    | …                         |  |  |       |  |  |                |  |  |                     |  |
| Stefano Uroš III Dečanski |   | Elena d'Angiò                    |                           |  |  |       |  |  |                |  |  |                     |  |
|                           |   | Giorgio I di Bulgaria            | …                         |  |  |       |  |  |                |  |  |                     |  |
|                           |   | Giorgio I di Bulgaria            | …                         |  |  |       |  |  |                |  |  |                     |  |
|                           |   | Giorgio I di Bulgaria            | …                         |  |  |       |  |  |                |  |  |                     |  |
| Ana Terter                |   | Giorgio I di Bulgaria            |                           |  |  |       |  |  |                |  |  |                     |  |
|                           |   | Kira Maria Asenina di Bulgaria   | Mico Asen di Bulgaria     |  |  |       |  |  |                |  |  |                     |  |
|                           |   | Kira Maria Asenina di Bulgaria   | Mico Asen di Bulgaria     |  |  |       |  |  |                |  |  |                     |  |
|                           |   | Kira Maria Asenina di Bulgaria   | Maria Asenina di Bulgaria |  |  |       |  |  |                |  |  |                     |  |
| Stefano Uroš IV Dušan     |   | Kira Maria Asenina di Bulgaria   |                           |  |  |       |  |  |                |  |  |                     |  |
|                           | … | …                                |                           |  |  |       |  |  |                |  |  |                     |  |
|                           | … | …                                |                           |  |  |       |  |  |                |  |  |                     |  |
|                           | … | …                                |                           |  |  |       |  |  |                |  |  |                     |  |
| Smilec di Bulgaria        | … |                                  |                           |  |  |       |  |  |                |  |  |                     |  |
|                           |   | …                                | …                         |  |  |       |  |  |                |  |  |                     |  |
|                           |   | …                                | …                         |  |  |       |  |  |                |  |  |                     |  |
|                           |   | …                                | …                         |  |  |       |  |  |                |  |  |                     |  |
| Teodora di Bulgaria       |   | …                                |                           |  |  |       |  |  |                |  |  |                     |  |
|                           |   | Costantino Paleologo             | Andronico Paleologo       |  |  |       |  |  |                |  |  |                     |  |
|                           |   | Costantino Paleologo             | Andronico Paleologo       |  |  |       |  |  |                |  |  |                     |  |
|                           |   | Costantino Paleologo             | …                         |  |  |       |  |  |                |  |  |                     |  |
| Smilzena Palaiologina     |   | Costantino Paleologo             |                           |  |  |       |  |  |                |  |  |                     |  |
|                           |   | Irene Comnena Lascarina Branaina | …                         |  |  |       |  |  |                |  |  |                     |  |
|                           |   | Irene Comnena Lascarina Branaina | …                         |  |  |       |  |  |                |  |  |                     |  |
|                           |   | Irene Comnena Lascarina Branaina | …                         |  |  |       |  |  |                |  |  |                     |  |
|                           |   | Irene Comnena Lascarina Branaina |                           |  |  |       |  |  |                |  |  |                     |  |